# Hazen Strait
Die Hazen Strait ist eine natürliche Wasserstraße durch den Kanadisch-arktischen Archipel. Er trennt Mackenzie King Island in den Nordwest-Territorien (im Norden) von Vesey Hamilton Island und der Melville-Insel in Nunavut (im Süden).